# فرانسيس وول أوليفر
فرانسيس وول أوليفر (بالإنجليزية: Francis Wall Oliver)‏ ـ (10 مايو 1864 ـ 14 سبتمبر 1951) هو عالم نبات إنجليزي. عمل أستاذًا بجامعة فؤاد الأول (جامعة القاهرة الحالية) من سنة 1929 إلى سنة 1935.
شغل أوليفر كرسي كوين لعلم النبات بكلية لندن الجامعية في الفترة من 1890 إلى 1925، ثم عمل أستاذًا لعلم النبات بجامعة فؤاد الأول في الفترة من 1929 إلى 1935. انتُخب زميلًا للجمعية الملكية سنة 1905.